# Francisco González Hernández
Francisco González Hernández OP (Castronuño, 20 de julho de 1952) é um ministro católico romano e vigário emérito de Puerto Maldonado, no Peru.
Francisco González Hernández entrou na comunidade dominicana e foi ordenado sacerdote em 18 de dezembro de 1982.
Em 15 de maio de 2001, o Papa João Paulo II o nomeou Vigário Apostólico Coadjutor de Puerto Maldonado e Bispo Titular de Tuccabora. O Vigário Apostólico de Puerto Maldonado, Juan José Larrañeta Olleta OP, o consagrou em 8 de julho do mesmo ano; Os co-consagradores foram Luis Armando Bambarén Gastelumendi SJ, Bispo de Chimbote, e o Arcebispo Rino Passigato, Núncio Apostólico no Peru.
Após a renúncia de Juan José Larrañeta Oletas OP, sucedeu-o em 2 de fevereiro de 2008 como Vigário Apostólico de Puerto Maldonado.
O Papa Francisco aceitou sua renúncia antecipada como Vigário Apostólico de Puerto Maldonado em 23 de junho de 2015.